# Missinaibi Lake
Missinaibi Lake är en sjö i Kanada.   Den ligger i distriktet Sudbury och provinsen Ontario, i den sydöstra delen av landet, 700 km nordväst om huvudstaden Ottawa. Missinaibi Lake ligger 315 meter över havet. Arean är 100 kvadratkilometer. Den sträcker sig 28,6 kilometer i nord-sydlig riktning, och 31,3 kilometer i öst-västlig riktning.
I omgivningarna runt Missinaibi Lake växer i huvudsak blandskog. Trakten runt Missinaibi Lake är nära nog obefolkad, med mindre än två invånare per kvadratkilometer.